# Craig Brown (Fußballspieler)
Craig James Brown CBE (* 1. Juli 1940 in Hamilton; † 26. Juni 2023 in Ayr) war ein schottischer Fußballspieler und -trainer.

## Karriere als Fußballtrainer
In den ersten Jahren seiner Karriere trainierte Brown die schottischen Vereine FC Clyde und FC Motherwell.
1986 wurde er zum Assistenten des schottischen Nationaltrainers Andy Roxburgh berufen. Gleichzeitig trainierte er verschiedene schottische Jugend-Nationalmannschaften. 1989 führte er die U 16 zur Vize-Weltmeisterschaft und 1992 die U 21 ins Halbfinale der Europameisterschaft.
Im Dezember 1993 wurde er neuer schottischer Nationaltrainer. Unter Brown qualifizierte sich das Team für die Europameisterschaft 1996. Schottland verpasste nur durch die schlechtere Tordifferenz das Viertelfinale.
Schottland nahm ebenfalls an der Weltmeisterschaft 1998 teil, schied jedoch nach schwachen Leistungen erneut in der Vorrunde aus. Nachdem Brown die Qualifikation zur Europameisterschaft 2000 und zur Weltmeisterschaft 2002 verpasst hatte, wurde er durch den Deutschen Berti Vogts ersetzt.
Von 2002 bis zum 29. August 2004 war er der Trainer des englischen Vereins Preston North End. Bis Dezember 2009 war Brown bei Derby County Assistent des Trainers Billy Davies, danach übernahm er das Traineramt von Jim Gannon beim FC Motherwell.
Im Dezember 2010 wechselte Craig Brown mit seinem Co-Trainer Archie Knox zum FC Aberdeen.

## Soziales Engagement
Brown engagierte sich als Botschafter bei Show Racism the Red Card.